# Dennis John
Dennis John (Swansea, 27 de enero de 1935 - Swansea, 12 de abril de 2013) fue un jugador de fútbol profesional británico que jugaba en la demarcación de defensa.

## Biografía
Dennis John debutó como jugador de fútbol en 1955 a los 20 años con el Plymouth Argyle FC, jugando durante tres temporadas. Posteriormente fue traspasado al Swansea City AFC para jugar durante un año. Tras acabar el contrato fue fichado por el Scunthorpe United FC, jugando un total de 88 partidos. Por último fue traspasado al Millwall FC durante cuatro temporadas y jugando 106 partidos, retirándose en 1966 a los 31 años. Además tomó parte del equipo que consiguió quedar imbatido durante 59 partidos en casa consecutivos de liga, desde el 24 de agosto de 1964 hasta el 14 de enero de 1967.
Falleció el 12 de abril de 2013 en Swansea a los 78 años de edad.

## Clubes
| Club                 | País       | Año         |
| -------------------- | ---------- | ----------- |
| Plymouth Argyle FC   | Inglaterra | 1955 - 1957 |
| Swansea City AFC     | Gales      | 1958 - 1959 |
| Scunthorpe United FC | Inglaterra | 1959 - 1962 |
| Millwall FC          | Inglaterra | 1962 - 1966 |